# 가창로
가창로(Gachang-ro)는 대한민국의 대구광역시 달성군 가창면 팔조령터널에서 시작하여, 파동 가창교까지 이어주는 도로이다.

## 주요경유지
대구광역시
- 달성군 (가창면)

## 노선 경로
| 이름               | 접속 노선                   | 소재지        | 소재지        | 소재지        | 비고          |
| 이서로와 직결      | 이서로와 직결               | 이서로와 직결 | 이서로와 직결 | 이서로와 직결 | 이서로와 직결 |
| ------------------ | --------------------------- | ------------- | ------------- | ------------- | ------------- |
| 팔조령터널         |                             | 대구광역시    | 달성군        | 가창면        |               |
| 짐터교차로         | 가창로10길                  | 대구광역시    | 달성군        | 가창면        |               |
| 삼산교             |                             | 대구광역시    | 달성군        | 가창면        |               |
| 수점교차로         | 가창로67번길 가창로68번길   | 대구광역시    | 달성군        | 가창면        |               |
| 옥분교             |                             | 대구광역시    | 달성군        | 가창면        |               |
| 대일교차로         | 가창로123번길 가창로126번길 | 대구광역시    | 달성군        | 가창면        |               |
| 대일교             |                             | 대구광역시    | 달성군        | 가창면        |               |
| 한천교             |                             | 대구광역시    | 달성군        | 가창면        |               |
| 냉천교             |                             | 대구광역시    | 달성군        | 가창면        |               |
| 가창중석타운교차로 |                             | 대구광역시    | 달성군        | 가창면        |               |
| 가창댐입구교차로   | 헐티로                      | 대구광역시    | 달성군        | 가창면        |               |
| (이름없음)         | 신천대로                    | 대구광역시    | 달성군        | 가창면        |               |
| 가창교             |                             | 대구광역시    | 달성군        | 가창면        |               |
| 파동로와 직결      |                             |               |               |               |               |